# 坂戸市文化会館
坂戸市文化会館（さかどしぶんかかいかん）とは、埼玉県坂戸市元町にある文化施設である。愛称は「ふれあ」。

## 概要
坂戸市を代表するホールを保有する。市内の各種イベントをはじめ、月に数回コンサート等のイベントが開催される。入場料を徴収するコンサート等では当会館でも前売り券を発売する場合がある。

## 施設
大ホール
メインとなるホールで有名人によるコンサート等も此処で行われる。定員は1,085名。
ギャラリー
絵画展、写真展などが実施される。
会議室（多目的室）
企業セミナー、各種サークル会合などが実施される。

## 交通
- 東武東上線
  - 北坂戸駅より徒歩約10分。
  - 坂戸駅より徒歩約15分。